# Dios en el islam

Alá (Dios) en árabe.

En el islam, Dios (en árabe: ٱللَّٰه‎, romanizado: Alá, contracción de ٱلْإِلَٰه al-Ilāh, lit. «el Dios») es el ser eterno que originó la creación, preserva todas las cosas y luego la repetirá. En el islam, Dios es concebido como absolutamente uno, único y perfecto, libre de todas las faltas, deﬁciencias y defectos, y omnipotente, omnisciente y completamente infinito en todos sus atributos, que no tiene compañero ni igual, siendo el único creador de todo lo que existe. El islam subraya que Dios es estrictamente singular, todo misericordioso y compasivo, cuya misericordia lo abarca todo; que no se adormece ni duerme, ni le repugna la decadencia ni la muerte.
Según la teología islámica, Dios no tiene cuerpo físico ni género (no es ni masculino ni femenino), aunque siempre se le denomina solo con artículos gramaticales masculinos, y no hay absolutamente nada que se le parezca en nada. Por lo tanto, el Islam rechaza la doctrina de la encarnación y la noción de un dios personal por considerarla antropomórfica, ya que se considera que degrada la trascendencia de Dios. El Corán prescribe el criterio trascendental fundamental en el siguiente versículo: «Ha creado parejas de entre vosotros y también parejas de entre el ganado para vuestro beneficio. Con ello os multiplica. No hay nada que se parezca a Él; Él es Quien todo lo oye, Quien todo lo ve» (42:11). Por lo tanto, el Islam rechaza estricta y categóricamente toda forma de antropomorfismo y antropopatía (es decir, la atribución de emociones o sentimientos humanos) del concepto de Dios.
El concepto islámico de Dios hace hincapié en que es absolutamente puro y libre de asociación con otros seres, lo que significa atribuir los poderes y cualidades de Dios a su creación, y viceversa. En el islam, Dios nunca se representa en ninguna imagen. El Corán prohíbe específicamente atribuirle socios que compartan su singular soberanía, ya que se le considera el absoluto sin un segundo, indivisible e incomparable, que no se parece a nada y nada es comparable a él. Así pues, Dios es absolutamente trascendente, único y totalmente distinto a todo lo que hay en el mundo o de él, más allá de toda forma de pensamiento y expresión humana. La descripción más breve y completa de Dios en el islam se encuentra en la Sura al-Ijlas.
Según la corriente principal de teólogos musulmanes, Dios es descrito como Qadim (Eterno, intemporal e infinito, que literalmente significa: «antiguo»), que no tiene principio ni fin; absoluto, no está limitado por el tiempo ni por el lugar ni por las circunstancias, ni está sujeto a ningún decreto como para ser determinado por límites precisos o tiempos establecidos, sino que es el Primero y el Último. No es un cuerpo formado, ni una sustancia circunscrita con límites o determinada por una medida; tampoco se asemeja a los cuerpos en cuanto a que puedan ser medidos o divididos. Tampoco existen sustancias en él; ni es un accidente, ni existen accidentes en él. Ni es semejante a nada de lo que existe, ni nada es semejante a él; ni está determinado en cantidad, ni comprendido por límites, ni circunscrito por diferencias de situación, ni contenido en los cielos, y trasciende los límites espaciales y temporales, y permanece más allá de los límites de la comprensión y las percepciones humanas.

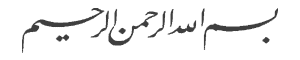
Basmala en caligrafía de estilo persa

El islam pone un fuerte énfasis en la conceptualización de Dios como estrictamente singular; a este estudio se llama tawhid.  El árabe es la lengua litúrgica de la religión, la palabra para referirse a Dios en árabe es الله (Allah) , que ha sido hispanizada como Alá, pues no consideran que Dios sea un título, sino un nombre propio  único y merecedor, que es usado tanto por cristianos y judíos árabes como por los musulmanes. Los musulmanes consideran que el dios venerado en el Islam es el mismo del cristianismo (Dios Padre) y del judaísmo, es decir, el dios abrahámico.

## Existencia
El musulmán afirma la existencia de un señor y creador de los cielos y la tierra, dueño de todo lo existente, Dios único, caracterizado de toda perfección, alejado de todo defecto, esto primeramente por guía del creador a su siervo, posteriormente por evidencias del instinto natural del ser humano, la razón, los sentidos, signos en la creación y como prueba principal; los textos sagrados.

## La Trinidad
Los musulmanes, sin embargo, rechazan la creencia cristiana tradicional de la Trinidad de Dios, pues consideran que atribuir la paternidad a Dios con Jesús como hijo es establecer un compañero o asociado a Dios—es decir, supone una "dualidad" de la esencia que va en contra de la Unicidad que supone el monoteísmo. De la misma manera el Corán reprende la creencia de la Trinidad en el siguiente versículo:

¡Oh, vosotros, Gente del Libro! No os extralimitéis en vuestra religión. No digáis acerca de Alá sino la verdad: Ciertamente el Mesías Jesús hijo de María, es el Mensajero de Alá y Su palabra [¡Sea!] que depositó en María, y un espíritu que proviene de Él. Creed pues, en Alá y en Sus Mensajeros. No digáis que es una trinidad, desistid, pues es lo mejor para vosotros. Por cierto que Alá es la única divinidad. ¡Glorificado sea! Es inadmisible que tenga un hijo. A Él pertenece cuanto hay en los cielos y la Tierra. Es suficiente Alá como protector.
Corán 4:171.

No se permiten imágenes ni íconos de Dios ni de los profetas en la religión ni en la cultura musulmana, por cuanto tal representación artística puede conducir a la idolatría. Existe, sin embargo, iconografía islámica medieval en la que se representa a Mahoma o a Alí, generalmente con el rostro velado o sustituido por una llamarada. 
La doctrina más común considera que Dios no tiene forma corporal, aunque el Corán menciona en algunos pasajes la mano o el rostro de Dios, posiblemente en sentido metafórico (el teólogo Ibn Taymiyyah sostenía que tales pasajes debían interpretarse en sentido literal, pero sin asemejarlos a algo de este mundo). 
Dios posee atributos no susceptibles de ser representados más allá de la caligrafía de sus nombres. Los musulmanes describen a Dios por los divinos atributos con los que Él mismo se ha definido en el Corán y aquellos que ha hecho uso el profeta Mahoma en las tradiciones, que se suelen denominar los "más bellos nombres" (al-asma al-husna).